# Fiji Water
Fiji Water ist ein Markenprodukt der FIJI Water Company LLC., bei dem es sich laut Angaben des Anbieters um artesisches Wasser aus Fidschi handelt, welches als trinkbares Wasser in Flaschen abgefüllt und weltweit vertrieben wird.

Schriftsatz des Etiketts

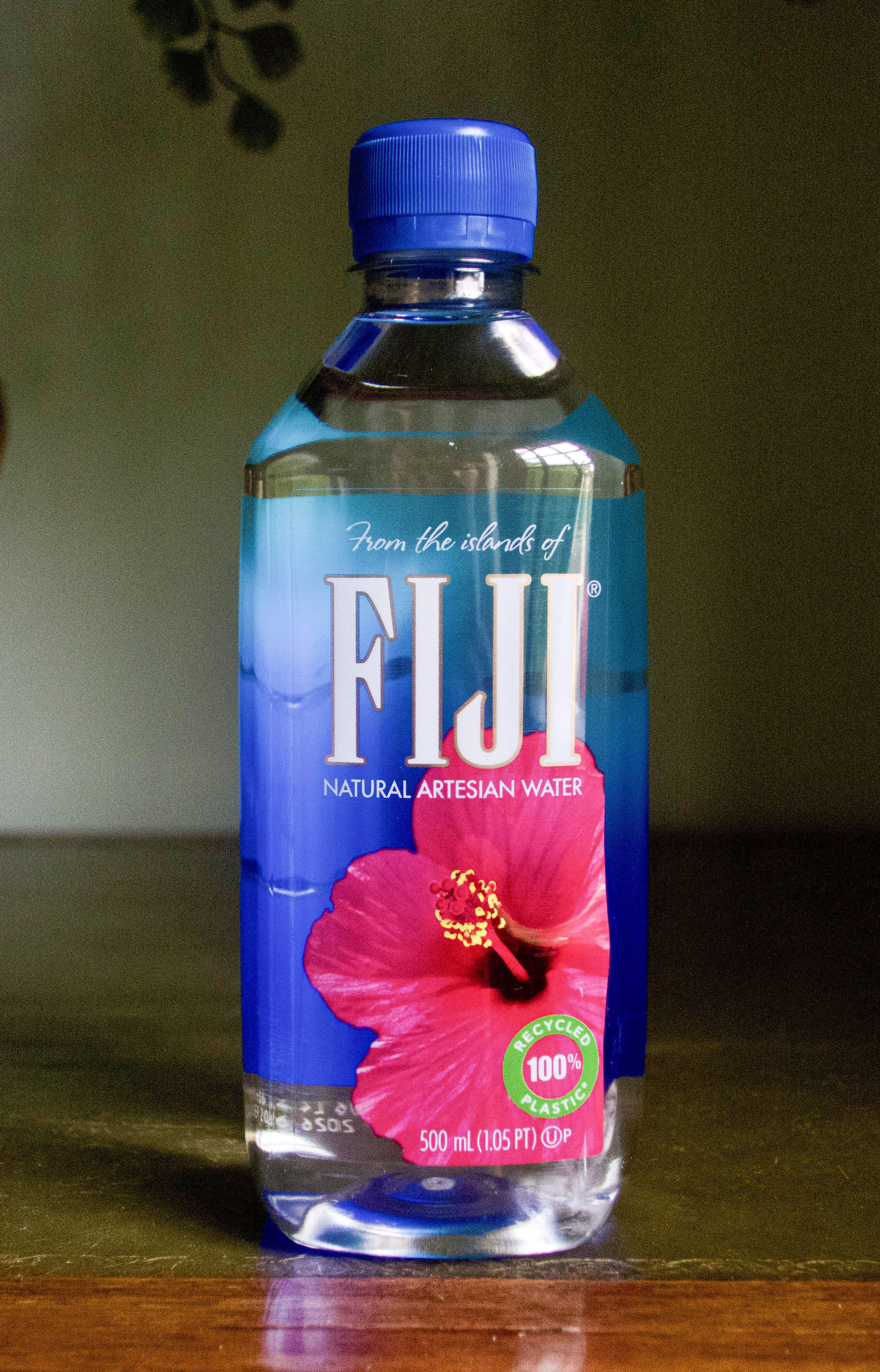
Eine Flasche Fiji Water

## Beschreibung
Das Wasser wird beworben als frei von jeglicher Verschmutzung, da es weit entfernt von größerer Industrie (auf der Insel Viti Levu) entsteht und abgefüllt wird. Außerdem werde das Wasser mittels eines besonderen Verfahrens in PET-Flaschen abgefüllt, was einen Kontakt mit der Atmosphäre verhindere („bis der Verbraucher die Flasche öffnet“). Es kommen ausschließlich PET-Flaschen und keine Glasflaschen zum Einsatz, da die Vorteile von PET-Flaschen evtl. Nachteile überwiegen würden. Die Fiji Water Company LLC. stuft PET-Flaschen als unbedenklich für die Gesundheit ein und beruft sich dazu auf die Einschätzung der FDA. Es wird behauptet, dass Fiji Water einen außergewöhnlichen Geschmack habe, wobei dies unter anderen auf die Inhaltsstoffe bzw. deren Zusammensetzung zurückgeführt wird.

### Mineralien und Eigenschaften des Wassers
FIJI Water wird von der Fiji Water Company LLC. als natürliches artesisches Wasser bezeichnet, das die mineralischen Bestandteile Kieselsäure, Magnesium und Calcium enthält. Wenngleich Calcium und Magnesium zwar wichtig seien (essentiell), das Wasser in hohen Konzentrationen aber „hart“ machen könnten, würde Kieselsäure das weiche Mundgefühl von Fiji Water bewirken.
In der folgenden Tabelle werden Mineralgehalte angegeben.
| Abk. | Wert      | Englisch               | Deutsch                         |
| ---- | --------- | ---------------------- | ------------------------------- |
| Na   | 18 mg/l   | Sodium                 | Natrium                         |
| K    | 4,9 mg/l  | Potassium              | Kalium                          |
| Ca   | 18 mg/l   | Calcium                | Calcium                         |
| Mg   | 15 mg/l   | Magnesium              | Magnesium                       |
| Cl   | 9,3 mg/l  | Chloride               | Chlorid                         |
| HCO  | 152 mg/l  | Bicarbonate            | Bikarbonat                      |
| SiO2 | 93 mg/l   | Silica                 | Siliciumdioxid („Kieselsäure“)  |
| F    | 0,24 mg/l | Fluoride               | Fluorid                         |
| TDS  | 222 mg/l  | Total Dissolved Solids | Gesamttrockenrückstand          |
| pH   | 7,7       | Potential of Hydrogen  | pH-Wert („potentia hydrogenii“) |

## Wirtschafts- und Umweltaspekte
Die FIJI Water Company LLC wurde 1996 gegründet und lieferte 1997 die ersten Flaschen in die Vereinigten Staaten. Später weitete sie den Verkauf auf Kanada, Mexiko, das Vereinigte Königreich, Frankreich, die Karibik und Australien aus. Das Wasser hat sich seitdem insbesondere in den USA zum Lifestyleprodukt entwickelt und war schon in einigen Filmen zu sehen, etwa im Action Thriller Bullet Train. Aufgrund ihres sozialen Engagements in Fidschi wurde die Firma 2004 mit dem Ace Award des US-Außenministeriums ausgezeichnet. Der in Kanada ansässige Gründer und Eigentümer des Unternehmens, David Gilmour, verkaufte es 2004 an das US-amerikanische Milliardärs-Ehepaar Resnick, für eine Kaufsumme von angeblich 63 Millionen Dollar. In diesem Jahr gingen etwa 95 Prozent der Produktion als Export in die USA.
Kritiker bemängeln, dass es enorm aufwendig sei, das Wasser nach Amerika zu bringen, und dass die Umwelt dabei überproportional belastet werde. Das Unternehmen begegnet dieser Kritik durch eine Selbstverpflichtung zur Reduzierung der Belastungen bei Produktion und Vertrieb.
Im Jahr 2007 soll der Jahresumsatz mit der Marke 150 Mio. US-Dollar betragen haben.